# Ermont
Ermont ist eine französische Gemeinde mit 29.189 Einwohnern (Stand 1. Januar 2022) im Département Val-d’Oise in der Region Île-de-France. Die Stadt ist dem Kanton Ermont (dessen chef-lieu sie ist) und dem Arrondissement Argenteuil zugeteilt. Die Einwohner werden Ermontois genannt.

## Geografie
Ermont liegt 17 Kilometer nordwestlich des Stadtkerns von Paris und ist von der französischen Hauptstadt über die Autobahnen A15/A115 zu erreichen.
Zudem hat sich die Stadt zu einem wichtigen Knotenpunkt im Bahnverkehr entwickelt und verfügt heute über vier Bahnhöfe. Der größte, Gare d’Ermont-Eaubonne, liegt auf der Linie von Saint-Denis nach Pontoise und wurde 2005 vollständig erneuert. Von diesem Bahnhof sind die Pariser Hauptbahnhöfe Gare du Nord und Gare Saint-Lazare in rund 20 bis 25 Minuten zu erreichen.
Ermont ist, bezogen auf die Einwohnerzahl, nach Franconville die zweitgrößte Stadt in der Kleinregion Vallée de Montmorency. Das Gemeindegebiet ist stark urbanisiert.

## Geschichte
Die Gegend war vermutlich bereits in der Jungsteinzeit besiedelt. Der Name der Stadt leitet sich vom gallo-römischen Eigen- oder Ortsnamen Ermedon ab. Eine gallo-römische Siedlung, die an der Römerstraße, der Chaussée Jules César, die von Lutetia (Paris) nach Lillebonne (bei Le Havre) führte, ist nachgewiesen. Sie wurde noch vor der Völkerwanderung am Ende des 3. Jahrhunderts von Germanenstämmen zerstört und im 4. Jahrhundert wieder aufgebaut. Unter den Merowingern prosperierte der Ort im 6. und 7. Jahrhundert.
Zum ersten Mal urkundlich erwähnt wird Ermedonis im Jahre 835 in einer Schrift der Abtei von Saint-Denis. Ebenfalls im 9. Jahrhundert wurde auf dem Gelände der merowingischen Nekropole eine christliche Gebetsstätte errichtet. Damals hieß der Ort Ormont und dies bis ins 13. Jahrhundert. Unter der Regentschaft von Philipp August gehörte die Pfarrei einem Weltlichen namens Jean de Giron. Der an Ermont angeschlossene Weiler Cernay, eine Kommende des Ritterordens der Malteser, entwickelte sich parallel zum Dorf. 1269 ließ sich der Templerorden in Cernay nieder, etwas später kam ein Ableger der königlichen Abtei Saint-Victor hinzu; es folgten die Cölestiner von Rouen und schließlich das Priorat Bois-Saint-Père. Trotzdem zählte das Dorf im Jahr 1471 nicht mehr als vierzig Einwohner. Wie alle Dörfer im Tal von Montmorency (Vallée de Montmorency) litt Ermont erheblich unter der Jacquerie von 1358 und unter dem Hundertjährigen Krieg.
Im 16. Jahrhundert hatte der Großprior von Frankreich (→ Geschichte des Johanniterordens) die Grundherrschaft inne. Während des Bürgerkriegs der Fronde (1648–1653) wurde Ermont zerstört. Der wichtigste Wirtschaftszweig bis ins 18. Jahrhundert war der Weinbau, der jedoch sukzessive vom Obst- und Gemüseanbau abgelöst wurde.
Mit dem Aufkommen der Eisenbahn hat sich das Stadtbild von Ermont stark verändert. Die Urbanisierung schritt zunächst entlang der Bahnstrecken voran. Industrialisierung und ein starkes Bevölkerungswachstum im 19. Jahrhundert verdrängten die Landwirtschaft völlig. Heute verfügt Ermont über die Bahnhöfe Ermont-Eaubonne, Cernay, Ermont-Halte und Gros Noyer-Saint Prix.

## Wappen
Im Zentrum ein ausgerissener Weinstock auf rotem Grund, silberner Stängel und silberne Blätter, drei güldene Trauben; die Bordüre geschmückt mit neun gleichmäßig verteilten schwarzen Kokarden (tourteaux de sable); der azurblaue Schildkopf verziert mit güldenen Fleurs-de-Lys hinter einer silbernen Mitra.

## Bevölkerungsentwicklung
| Jahr      | 1936  | 1946  | 1954   | 1962   | 1968   | 1975   | 1982   | 1990   | 1999   | 2007   | 2016   | 2020   |
| --------- | ----- | ----- | ------ | ------ | ------ | ------ | ------ | ------ | ------ | ------ | ------ | ------ |
| Einwohner | 8.812 | 9.325 | 11.068 | 19.263 | 23.842 | 25.492 | 24.394 | 27.947 | 27.494 | 27.670 | 29.112 | 29.230 |

## Sehenswürdigkeiten

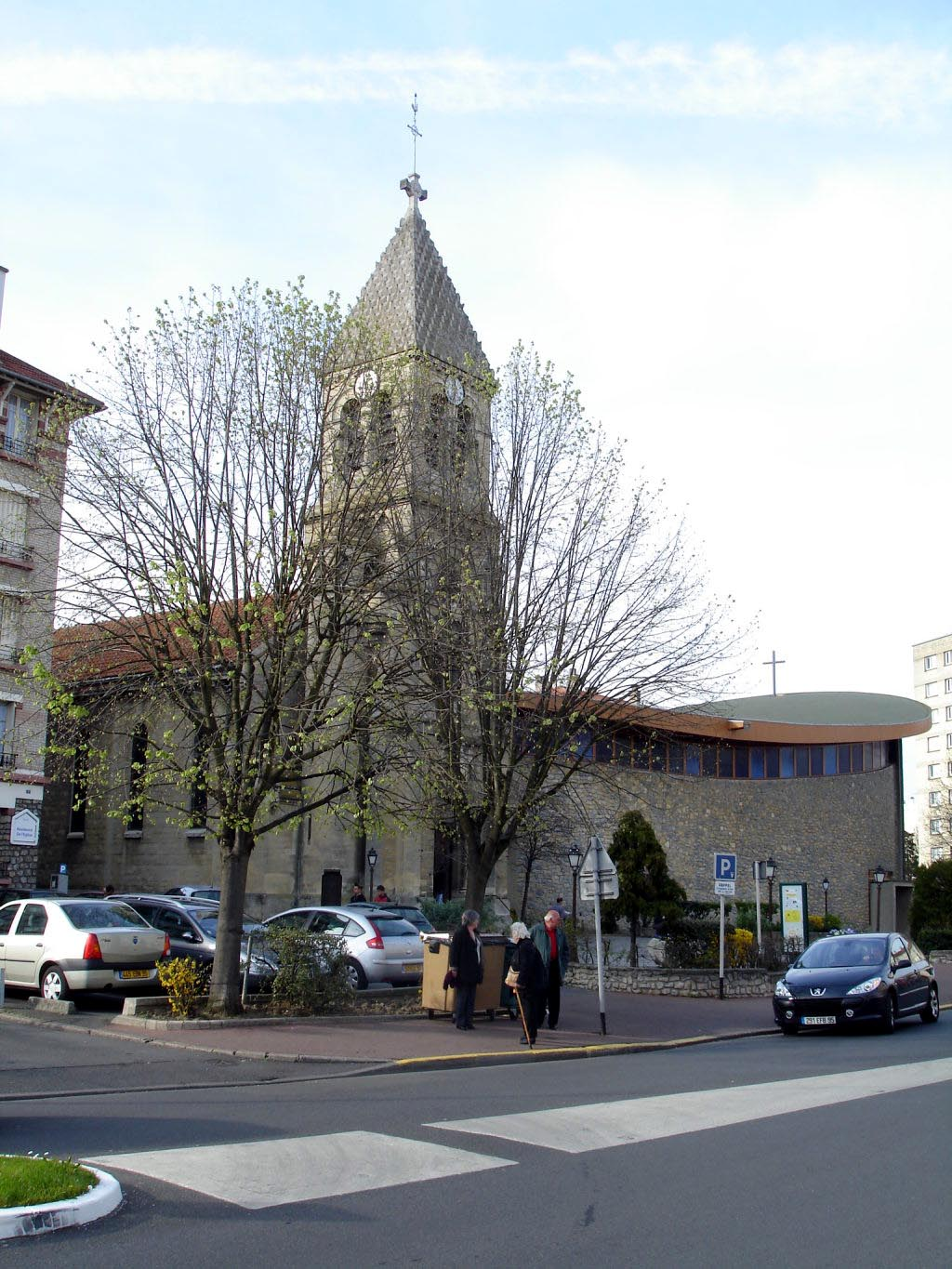
Die Kirche Saint-Flaive

- Die Kirche Saint-Flaive wurde in den Jahren 1886 und 1887 auf dem Gelände einer mittelalterlichen Kirche aus dem 11. Jahrhundert, die verfallen war, erbaut. Mit der zunehmenden Bevölkerung in den 1960er Jahren wurde das Gotteshaus im Jahr 1964 vergrößert: Hinzu kam auf der rechten Seite der Kirche ein moderner Anbau mit ovalem Grundriss.
- Als Rathaus dient ein ehemaliges Schloss, welches zwischen 1868 und 1870 erbaut wurde. 1875 gehörte es Benjamin Blanchard, dem damaligen Bürgermeister der Gemeinde. 1932 wurde es von der Stadt aufgekauft und nach einer Erweiterung als Rathaus von Ermont eingeweiht.
- Das Museum für Volkskunst (Musée des arts et traditions populaires) ist in den alten städtischen Werkstätten untergebracht. Die Sammlung erläutert die Landwirtschaft und den Weinbau von früher.
- Das Sport- und Jugendhaus Club des Espérances im Haus Nr. 3 der Avenue de l'Europe ist in zwei Gebäuden untergebracht, die vom Architekten Jean Prouvé 1966 entworfen wurden. Erbaut in den Jahren 1967 und 1968 steht es seit 2008 unter Denkmalschutz, womit auch ein Immobilienprojekt der Stadt vereitelt wurde. 2010 wurden die Baukomplex auf Geheiß des Bürgermeisters Hugues Portelli (UMP) geschlossen, da der Unterhalt zu teuer und der Aufenthalt in der Bauruine zu gefährlich sei[5].

## Persönlichkeiten
- Charles Matthieu Isidore Decaen (1769–1832), französischer General in den Koalitionskriegen, bestattet in Ermont.
- Yvonne Printemps (1894–1977), Sopranistin und Schauspielerin, geboren in Ermont.
- Pierre Fresnay (1897–1975), Schauspieler, geboren in Ermont.
- Yvonne Lefébure (1898–1986), Pianistin, geboren in Ermont.
- Anita Conti (1899–1997), Meeresbiologin und Fotografin, geboren in Ermont.
- Claude Frikart (1922–2014), emeritierter Weihbischof in Paris, geboren in Ermont.
- Colette Renard (1924–2010), Chansonsängerin und Schauspielerin, geboren in Ermont.
- Patrick Le Gal (* 1953), römisch-katholischer Geistlicher, Bischof von Tulle 1997–2000
- Marc Foucan (* 1971), Sprinter
- Alice Taglioni  (* 1976), Schauspielerin, geboren in Ermont.

## Städtepartnerschaften

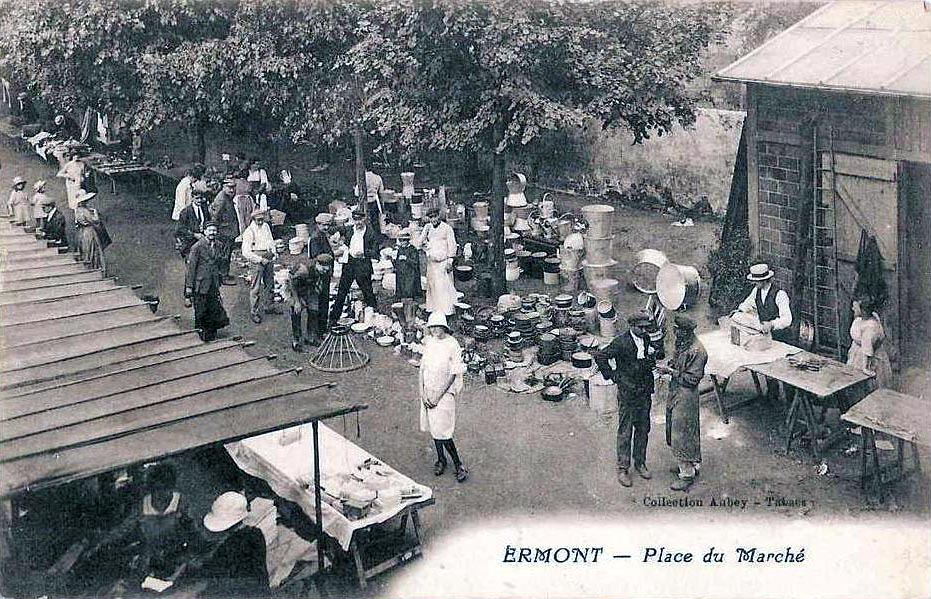
Der Markt – Damals (1920) …

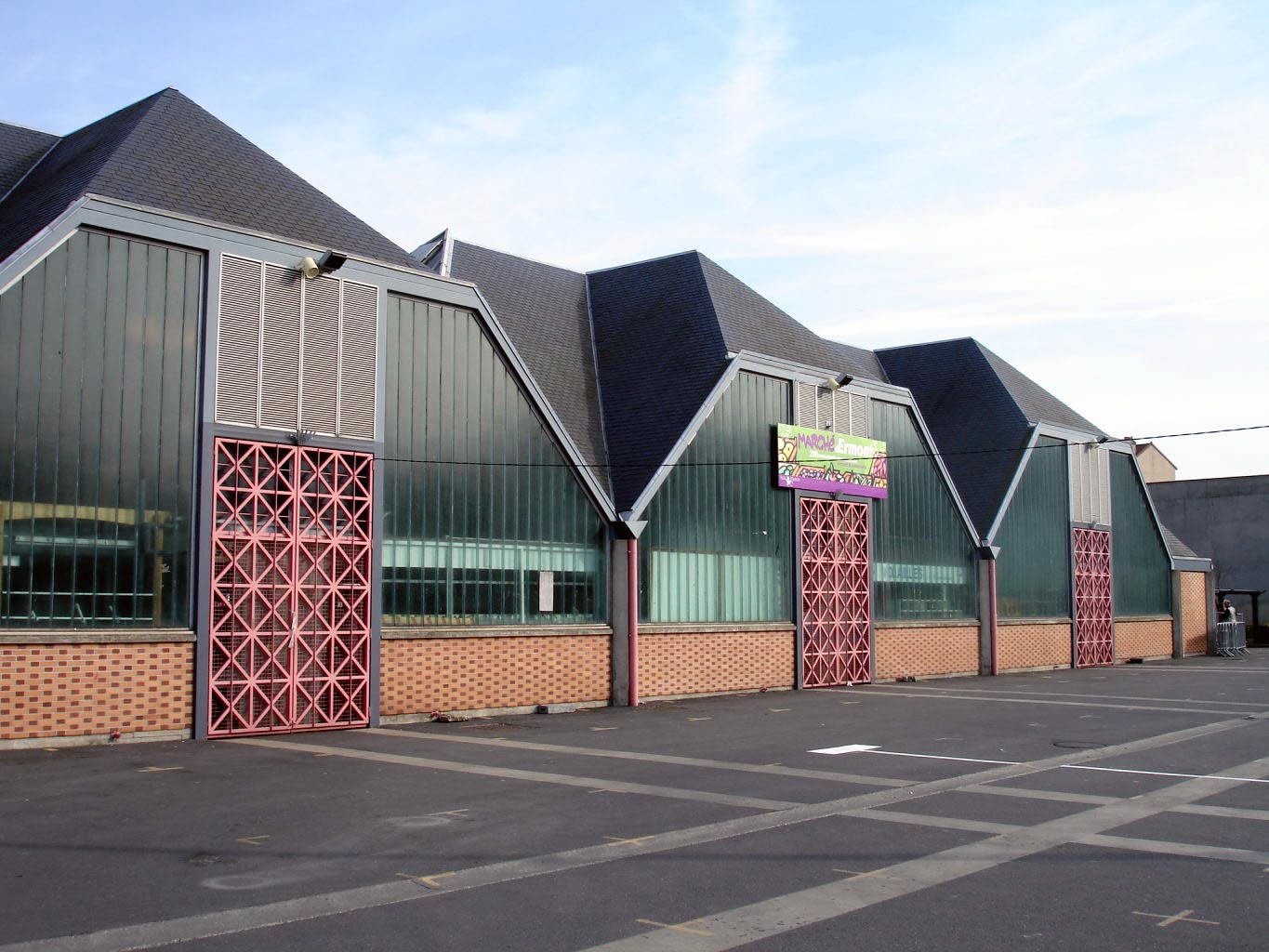
… und heute

- Lampertheim (Hessen), Deutschland, seit 1966.
- Maldegem, Belgien, seit 1967.
- Adria (Venetien), Italien, seit 1967.
- Wierden, Niederlande, seit 1976.
- Banbury, England, seit 1982.
- Loja, Spanien, seit 2005.